# Djurgården Hockey 2005/2006
Djurgården Hockey gjorde sin 30:e säsong i Elitserien i Ishockey under säsongen 2005-2006. Djurgården var på förhand tippade att sluta på kvalplats efter att stora delar av laget bytts ut från föregående säsong. Djurgården slutade dock på en tiondeplats, 14 poäng ner till Södertälje SK och kvalplats. Detta innebar samtidigt att laget för första gången sedan 1986-1987 missade slutspelet.
Efter säsongen 2004-2005, som bland annat inneburit att Djurgården förstärk laget med flera spelare från NHL i och med 2004–05 NHL lockout, uppdagades ekonomiska problem i föreningen. Djurgården tvingades att kraftigt sänka sina utgifter vilket bland annat gick ut över spelarlönerna. Från säsongen 2004-2005 lämnade över 20 spelare truppen. Bland de spelare som lämnade fanns Nils Ekman, Marcus Nilson, Mariusz Czerkawski, Daniel Tjärnqvist, Christian Eklund, Espen Knutsen, Johnny Oduya, och Staffan Kronwall.
I januari 2005 meddelade Djurgården att huvudtränare Niklas Wikegård inte skulle leda laget säsongen 2005-2006. Hans Särkijärvi, som vid tillfället tränade Djurgårdens juniorer, valdes att ta över som huvudtränare. 

## Grundserien
Djurgården inledde säsongen svagt. De första tio matcherna tog laget bara sju poäng via två vinster och en övertidsförlust. Laget låg då på en tiondeplats, där enbart målskillnad skiljde ner till Södertälje SK på kvalplats.
Därefter stabiliserade Djurgården sitt spel. Den bästa perioden kom mellan 3 december 2005 och 17 januari 2006, där laget tog sju vinster, en vinst på övertid samt tre förluster. Vid det här tillfället hade Djurgården klättrat till en sjunde plats i tabellen med sex poäng ner till Brynäs IF på plats tio.
Avslutningen på säsongen blev dock en besvikelse för Djurgården. På de avslutande tio matcherna kom enbart fem poäng (en vinst, en oavgjord, och en förlust på övertid) och laget föll tillbaka till en tiondeplats. 
| Elitserien     | GP | W  | L  | T  | OTL | GF  | GA  | Pts |  |
| -------------- | -- | -- | -- | -- | --- | --- | --- | --- |  |
| HV71           | 50 | 29 | 10 | 7  | 4   | 164 | 107 | 102 |  |
| Frölunda HC    | 50 | 28 | 8  | 12 | 2   | 169 | 130 | 96  |  |
| Linköpings HC  | 50 | 25 | 14 | 6  | 5   | 150 | 117 | 92  |  |
| Färjestads BK  | 50 | 23 | 11 | 12 | 4   | 134 | 116 | 84  |  |
| Luleå HF       | 50 | 22 | 12 | 11 | 5   | 147 | 124 | 83  |  |
| Modo Hockey    | 50 | 24 | 9  | 16 | 1   | 129 | 107 | 81  |  |
| Brynäs IF      | 50 | 16 | 15 | 14 | 5   | 114 | 129 | 67  |  |
| Mora IK        | 50 | 17 | 11 | 20 | 2   | 123 | 135 | 66  |  |
|                |    |    |    |    |     |     |     |     |  |
| Timrå IK       | 50 | 16 | 10 | 21 | 3   | 104 | 128 | 59  |  |
| Djurgårdens IF | 50 | 13 | 13 | 21 | 3   | 124 | 160 | 58  |  |
|                |    |    |    |    |     |     |     |     |  |
| Södertälje SK  | 50 | 11 | 10 | 25 | 4   | 110 | 161 | 44  |  |
| Leksands IF    | 50 | 9  | 11 | 28 | 2   | 96  | 150 | 41  |  |